# Municipio de Central (condado de Barton)
El municipio de Central (en inglés: Central Township) es un municipio ubicado en el condado de Barton en el estado estadounidense de Misuri. En el año 2010 tenía una población de 561 habitantes y una densidad poblacional de 3,98 personas por km².

## Geografía
El municipio de Central se encuentra ubicado en las coordenadas 37°31′6″N 94°25′5″O / 37.51833, -94.41806. Según la Oficina del Censo de los Estados Unidos, el municipio tiene una superficie total de 141.01 km², de la cual 140,37 km² corresponden a tierra firme y (0,45 %) 0,64 km² es agua.

## Demografía
Según el censo de 2010, había 561 personas residiendo en el municipio de Central. La densidad de población era de 3,98 hab./km². De los 561 habitantes, el municipio de Central estaba compuesto por el 93,4 % blancos, el 1,78 % eran amerindios, el 0,53 % eran de otras razas y el 4,28 % eran de una mezcla de razas. Del total de la población el 3,03 % eran hispanos o latinos de cualquier raza.